# التجربة (فلم 1978)
التجربة هو فيلم عراقي درامي، أنتج في عام 1978.

## قصة الفيلم
مع احتدام المواجهة بين الفلاح والطبيعة في إحدى قرى العراق الزراعية، نشاهد الأرض التي عانت من الإهمال عقودًا طويلة مستسلمة لغزو الأملاح لتصير بوراً لا تقبل زرعًا ولا تعطي ثمرًا. تقرر الجمعية التعاونية في القرية إنشاء عدد من المبازل لإنقاذ الأرض من الأملاح وتصريف المياه، إلا أن ارتفاع مستوى المياه الجوفية يحول دون نجاح المهمة؛ بحيث يصبح الحل الأخير لإعادة الخصوبة إلى الأرض، هو قطع المياه عن القرية إلى أن تجف الأرض، وتتم عملية البزل.

## طاقم العمل
- طالب الفراتي
- سامي قفطان
- قائد النعماني
- غازي التكريتي
- فاضل خليل
- زاهر الفهد
- سليمة خضير
- سمر محمد
- قاسم الملاك
- ليلى كوركيس
- سلمان الجوهر
- فاضل جاسم
- عبد علي اللامي
- كريم عواد

## وصلات خارجية
- مقالات تستعمل روابط فنية بلا صلة مع ويكي بيانات